# MMRCA (航空機)
インド空軍のMMRCA (中型多目的戦闘機、英：Medium Multi-Role Combat Aircraft) または MRCA (多目的戦闘機、英：Multi-Role Combat Aircraft) とは、老朽化したMiG-21の後継となる多用途戦闘機の調達計画である。
インド国防省の発表によると約126機の多用途戦闘機を導入する計画で、調達総額は55,000カロールルピー（約82億USドル）。MMRCAの選考には6社が応じたが、2011年4月の段階でユーロファイターGmbH（欧州4ヶ国共同開発）製のタイフーンとダッソー・アビアシオン（フランス）製のラファールの2機種に絞り込まれ、、最終的には2012年1月31日にラファールを選定した。ダッソー社の売り上げは$100億ドルに達すると推定される。
その後、フランスでのラファール製造は36機に削減された。フランスとインドの間で製造する場所に関する意見の相違があり、技術移転に消極的であったフランスに対しインドは航空機製造のために技術導入を望んでいた。2015年夏にインドは正式に契約したが、複数の関係者によると将来的にはラファールの調達数を増やす必要があるとされ、それは政府間での取り決めによって決まるとされる。

## 参加企業
6社が戦闘機の売り込みに鎬を削った。
- ダッソー・アビアシオン - ラファール
- ユーロファイター GmbH（英語版） - タイフーン
- ロッキード・マーティン - F-16IN スーパーヴァイパー
- ボーイング（ボーイング統合防衛システム（英語版））- F/A-18IN スーパーホーネット
- サーブ AB - グリペンNG (IN)
- RSK MiG - MiG-35

## 計画の背景

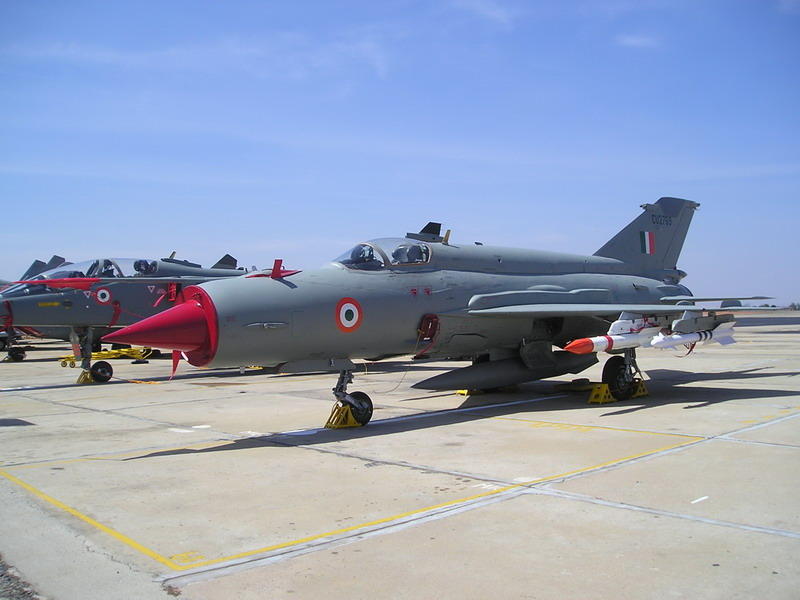
MiG-21-93仕様に更新されたインド空軍のMiG-21 BISON

インド空軍はインドの領空の防衛を担い、敵領土内に戦術的打撃を与え地上の兵士を展開する。世界で4番目に大きな空軍力で1,500機以上の航空機を擁し、そのうち750機が戦闘機である。
インド空軍の最小の飛行隊の数は39.5個飛行隊で健全な水準では44個飛行隊である（IAFの戦闘飛行隊は通常18機が任務に就き、他の3–4機が予備機となる）。この水準はミラージュ2000やMiG-29とジャギュアを購入した1980年代半ばに達成された。これらの機種は比較的新しく、導入から10年も経過していなかったが、それ以前の機種（MiG-21など）はソビエト連邦の崩壊により航空機の予備部品が逼迫したので大幅に稼働率が下がり、また1990年代初頭の経済問題による予算上の制限により機体の更新や新型機の調達が滞った。これら旧式機は1990年代半ば以降から老朽化が目立つようになり、2010年までに機種更新が必要とされた。更新の進まない旧式機は頻繁に事故を起こし消耗したため戦力が低下し、2014年1月時点でのインド空軍の運用能力は30個飛行隊にまで減少していた。減少した戦力はMMRCA計画による新型機調達により、2017年以降に回復する見通しである。

## 要求
インド空軍は2001年に約126機の購入を予定した。最初の18機は直接製造会社から購入し、残りの戦闘機は技術移転によりヒンドスタン航空機でライセンス生産される予定であった。
インド空軍はカルギル戦争で活躍したダッソー社製のミラージュ2000を評価しており、その発展型のミラージュ2000-5の購入に強い意欲を持っていた。しかし、すでにダッソー社では新型のラファールの生産を開始しており、ミラージュ2000シリーズは注文が途絶えていたこともあって生産ラインを閉鎖していた。フランス（ダッソー社）は公式にはインドとの契約が成立すれば生産を再開できるとしたが、インド政府は複数の機種から選定することに決め、2004年に情報請求 (RFI) を各社に求めた。RFIに対し、当初はダッソー（ミラージュ 2000-5 Mk.2）、ロッキード・マーティン（F-16C/D）、RSK MiG (MiG-29OVT）とサーブ（グリペン）の4社が応札した。
その後、RFIの遅延によりダッソー社はミラージュ2000-5を入札行程から除き、代わりにラファールを充てることにした。またロシアのRSK MiGも、MiG-29シリーズを近代化改修したMiG-35に変更した。また、ヨーロッパからはユーロファイターGmbH（タイフーン）が、北米からはボーイング社（ボーイング F/A-18E/F スーパーホーネット）が新たに参入した。

## 候補機
フランス製のラファール、欧州共同開発のタイフーン、アメリカ製のF-16IN と F/A-18IN スーパーホーネット（「IN」は計画されたインド仕様を示す）、スウェーデン製のグリペン、ロシア製のMiG-35の6機種がMMRCAの候補機となった。以前はロシア（旧ソ連）のRSK MiG（旧・ミコヤン・グレヴィッチ設計局）とフランスのダッソー（旧ダッソー・ブレゲー社）がインド空軍への主要な供給会社であり、技術移転やインド国内でのライセンス生産、訓練や予備部品の供給、整備、改良を行っていた。

### ラファール

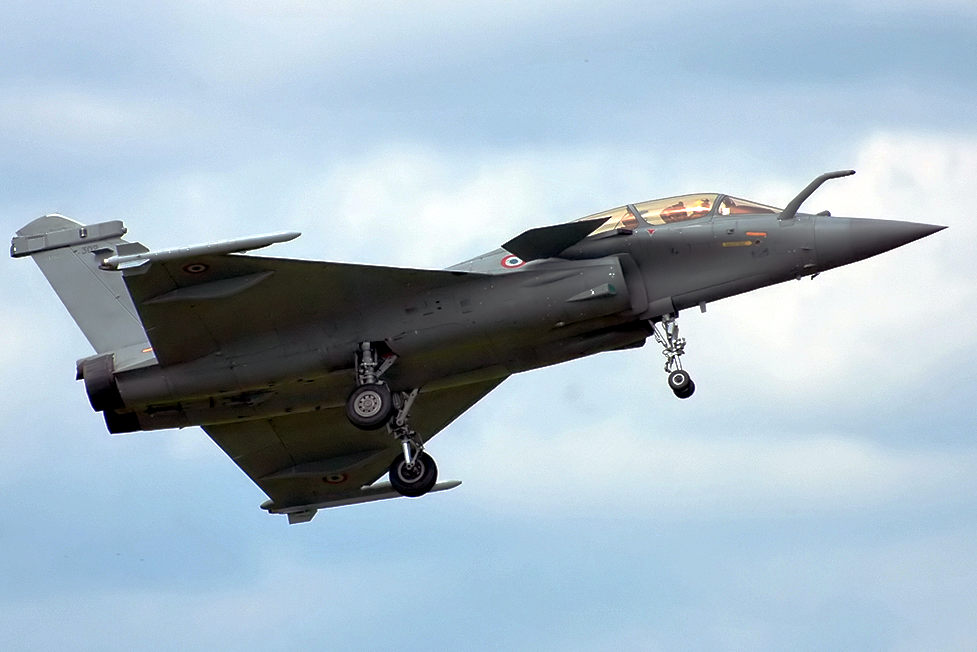
MMRCA入札に勝利したダッソー ラファール

ラファールはフランスの双発デルタ翼機でダッソー社によって設計された。ラファールはミラージュ2000-5を置き換える目的で投入され、ミラージュの生産ラインが閉鎖されてから同様により先進的な機体が競争に投入された。
フランス政府は2010年以降、ラファールに搭載されたRBE2-AA AESAレーダーを含むラファールの全ての技術をインドに移転し、ソフトウェアのソースコードも必要であればインドの技術者が再プログラム出来る様、技術を移転する事を明確にした。ソースコードが無いとレーダーの仕様を入手するために専用のミッション変数を外国の製造会社に明示しなければならず、その行程において深刻な妥協を強いられる事が想定された。
ダッソー社はもしラファールが選定された場合、2010年以降に就役するテジャス戦闘機と大幅に共通性を高めると見られるGTX-35VS カヴェリエンジンをラファールに搭載する事を提案した。インドとフランスは近年"買い手と売り手の協力"に合意している。
2012年1月31日、ラファールはタイフーンに対して費用面で競り勝ち、独占交渉権を手に入れた。最初の18機以降はライセンス生産する予定だったが、2015年4月にインドのナレンドラ・モディ首相はフランスで生産される36機を発注したことを明らかにした。2020年7月29日に最初の5機が納入された。2021年末までに36機が揃う予定。

### F-16IN スーパーヴァイパー

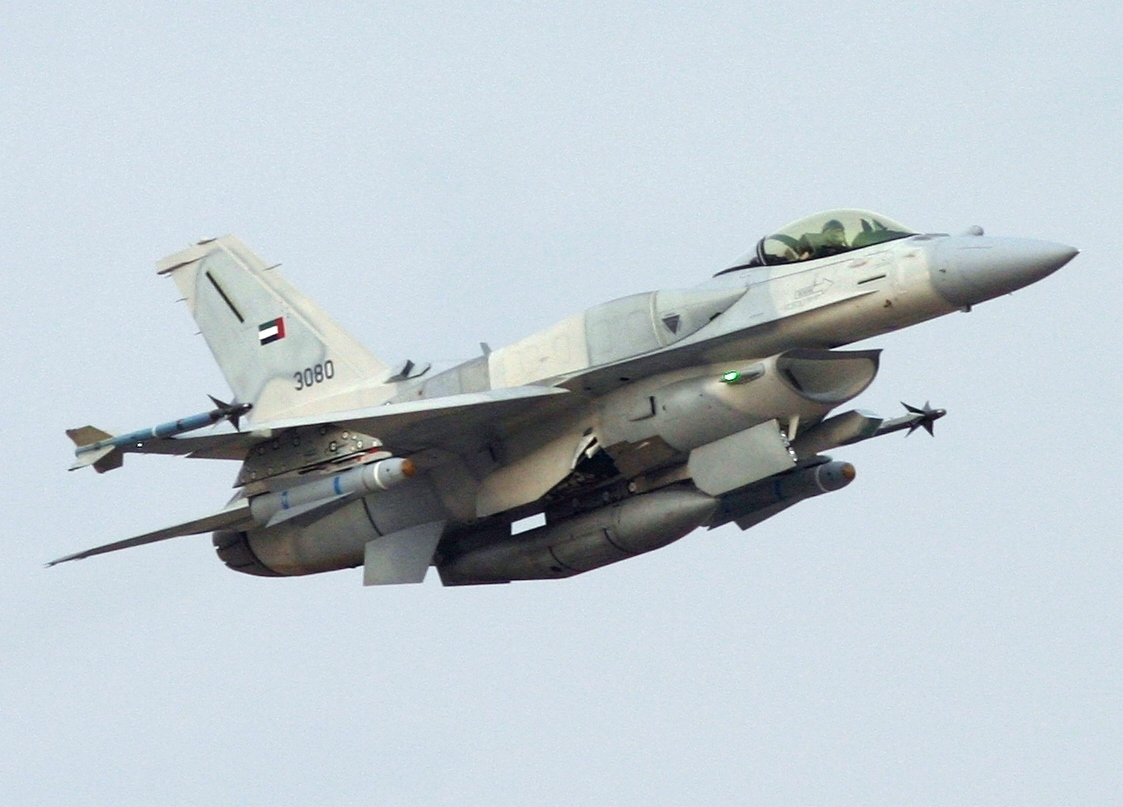
F-16 ブロック 60

インドは当初、F-16C/D Block 52+の仕様の航空機のためのRFIを送付した。2008年1月17日、ロッキード・マーティンはMMRCAの契約のためF-16を改良したF-16IN スーパーヴァイパー を提案した。 F-16INはF-16 Block 60（F-16E/F）に匹敵する最も先進的なF-16の派生型として開発され、パキスタン空軍が既に購入したF-16 Block 52よりもさらに先進的になる予定であった。